# Salem al-Hazmi
Salem al-Hazmi, (arab. ‏سالم الحازمي‎, transliteracja: Alhazmi; ur. 2 lutego 1981 w Mekce, zm. 11 września 2001 w Arlington) – saudyjski terrorysta, zamachowiec samobójca.

## Życiorys
Jeden z pięciu porywaczy samolotu linii American Airlines 77, który uderzył w Pentagon, w czasie zamachów z 11 września 2001 roku.
Młodszy brat Nawafa al-Hazmi - również porywacza samolotu lotu 77.
Był najmłodszym porywaczem wśród 19 zamachowców. W chwili zamachów miał 20 lat.